# The New School for Social Research
The New School for Social Research (NSSR) és una institució d'educació superior que forma part de The New School, organització establerta la ciutat de Nova York, Estats Units. La universitat es va fundar el 1919 com a espai per als pensadors de l'era progressista. L'NSSR explora i promou el que descriuen com a pau mundial i justícia global. Matrícula més de 1.000 estudiants de totes les regions dels Estats Units i de més de 70 països cada any.

## Història
La New School for Social Research va ser fundada l'el 1919 perCharles Beard, John Dewey, James Harvey Robinson i Thorstein Veblen. L'any 1933, el que es va conèixer com la Universitat a l'exili, s'havia convertit en un refugi per als estudiosos que havien estat destituïts dels càrrecs docents pels feixistes italians sota Benito Mussolini o que havien de fugir d'Adolf Hitler i del Partit Nazi. La Universitat a l'exili va ser fundada inicialment pel director de la New School, Alvin Saunders Johnson, gràcies a les contribucions econòmiques d'Hiram Halle i de la Fundació Rockefeller.
La Universitat a l'exili i les seves encarnacions posteriors han estat el cor intel·lectual de la Nova Escola. Per aquest centreahan passat personalitats com els psicòlegs Erich Fromm i Max Wertheimer, els filòsofs polítics Hannah Arendt i Leo Strauss, el psicòleg social Everett Dean Martin, els filòsofs Aron Gurwitsch, Hans Jonas i Reiner Schürmann, els sociòlegs Alfred L. Berger, Peter L. Berger, i Arthur Vidich, els economistes Adolph Lowe i Robert Heilbroner, i els historiadors Charles Tilly i Louise Tilly, i catalans com Rafael Ribó.
Després de l'enfonsament dels règims totalitaris a Europa, la Universitat a l'exili va passar a anomenar-se Facultat de Postgrau en Ciències Polítiques i Socials. El 1964, John R. Everett es va convertir en el president de la New School for Social Research, càrrec que va ocupar fins que es va jubilar el 1982. Harry Gideonese va ser canceller de la New School for Social Research des de 1966 fins a 1975, quan es va jubilar.
El 1997, l'escola va passar a anomenar-se New School University. Va ser rebatejada com a "Nova Escola d'Investigació Social" l'any 2005, tornant al nom original de la universitat. Les seves diverses universitats es van reagrupar sota diversos noms com ara College of Performing Arts (afrontant les escoles de música, jazz i teatre existents), Eugene Lang College The New School for Liberal Arts, Parsons School of Design i The New School for Public Engagement. La universitat també va continuar amb una nova institució separada The New School for Social Research sota la bandera general de The New School.